# يوهانس بون
يوهانس بون (بالألمانية: Johannes Bohn)‏ هو طبيب ألماني، ولد في 20 يوليو 1640 في لايبزيغ في ألمانيا، وتوفي بنفس المكان في 19 ديسمبر 1718.